# Michele Burlamacchi
Michele Burlamacchi (Lucca, 1531 – Saint-Denis, 1590) è stato un mercante italiano.
Figlio di Francesco Burlamacchi e convertito al calvinismo, fuggì dall'Italia e peregrinò a lungo dalla Francia alla Svizzera.

## Biografia
Fu il secondo dei sette figli di Caterina Trenta e di Francesco Burlamacchi, che cospirò contro i Medici e fu giustiziato nel 1548. Michele, come molti lucchesi, fu un commerciante di tessuti che, a motivo della sua attività, viaggiò spesso in Francia e nelle Fiandre.
Il 7 gennaio 1566 sposò a Lucca Chiara Calandrini, appartenente a una nota famiglia di mercanti di idee riformate. L'anno dopo, con la moglie e due parenti, Benedetto e Filippo Calandrini, si rifugiò in Francia religionis causa. La Repubblica di Lucca lo bandì dai suoi territori, dichiarandolo eretico e ribelle.
In Francia imperversavano le guerre di religione che costrinsero Burlamacchi e la sua famiglia a peregrinare per il paese. Da Parigi si spostarono a Luzarches e di qui raggiunsero Montargis, feudo della calvinista Renata di Francia, che li ospitò e il 25 marzo del 1568 fu madrina della prima figlia del Burlamacchi, Renée o Renea Burlamacchi.
I Burlamacchi ripresero gli spostamenti, che ogni volta costava loro la perdita di una buona parte dei beni: nel 1569 erano a Poissy, dove nacque Camilla, nel 1570 tornarono a Luzarches, dove nacque il primo maschio Jacopo, nel 1572 a Parigi, dove vide la luce Susanna e furono sorpresi dal massacro di San Bartolomeo, al quale i due coniugi si sottrassero rifugiandosi a Sedan presso l'ugonotto duca di Bouillon, mentre due amici portarono i loro quattro bambini a Parigi dal capo della fazione cattolica, il duca di Guisa, facendogli credere che fossero orfani ugonotti, bisognosi di protezione e di ricevere il battesimo cattolico. Quando il pericolo fu passato, i bambini furono restituiti alla famiglia dal duca di Buillon.
A Sedan nacque nel 1575 un altro figlio, Filippo, mentre la figlia Maddalena nacque nel 1579 a Muret, feudo del principe di Condé, dove il Burlamacchi si era trasferito e dove nel 1580 morì la moglie Chiara. La ripresa della guerra di religione nel 1585 costrinse Burlamacchi a una nuova fuga, questa volta nella favorevole Svizzera. In settembre la famiglia Burlamacchi si stabiliva a Ginevra, dove era una numerosa colonia italiana di riformati, in particolare lucchesi, e fu ospite di Pompeo Diodati, cognato di Chiara, che nel 1586 fece ottenere ai Burlamacchi la cittadinanza.
Qui la famiglia si sistemò definitivamente: Renea Burlamacchi sposò Cesare Balbani, nipote del pastore ginevrino di origine lucchese Niccolò Balbani, l'altra figlia Camilla sposò l'anno dopo Francesco Turrettini, altro mercante lucchese emigrato con il quale Michele Burlamacchi era entrato in società, e Maddalena sposerà nel 1600 il teologo Giovanni Diodati, autore di una notissima traduzione italiana della Bibbia.
Ci fu nuovamente un breve trasferimento a Basilea a causa della guerra che i Savoia mossero a Ginevra nel 1589. Nel 1590 Michele Burlamacchi partì per affari da Ginevra alla volta della Francia, ma a Saint-Denis morì improvvisamente.